# Donell Taylor
Quence Donell Taylor II (Montgomery, Alabama, 26 de julho de 1982) é um americano jogador profissional de basquete que atualmente joga no Basket Agropoli da Itália na Liga Série A2. Ele é tem 198 cm de altura e pode jogar como um armador mas sua posição principal é de ala-armador.

## Início da vida e da carreira na faculdade
Taylor nasceu e cresceu na cidade de Montgomery, Alabama. Ele liderou a Escola Sidney Lanier de Montgomery, Alabama ao título do Campeonato Estadual, juntamente com o seu irmão gémeo idêntico, Ronell, em 2001. Donell Taylor estudou e jogou basquete universitário em Okaloosa-Walton Community College (agora Northwest Florida State College), de 2001 a 2003, antes de se transferir para a Universidade de Alabama em Birmingham (UAB). Ele jogou ao lado de seu irmão gêmeo, Ronell Taylor, em ambas as faculdades.

## Carreira profissional

### Washington Wizards (2005-2007)
Taylor assinou com o Washington Wizards depois de não ser draftado no Draft de 2005. Nas duas temporadas que esteve com os Wizards (2005 e 2007),  Taylor jogou em um total de 98 jogos na NBA. Os Wizards dispensaram Taylor em outubro de 2007, antes do início da temporada regular.

### Maroussi e Telindus Oostende (2007-2008)
Depois de deixar o Charlotte Bobcats, Taylor assinou  com o clube grego, Maroussi, e jogou 7 jogos com médias de 13,0 pontos por jogo, 3.1 rebotes por jogo e 1,7 assistências por jogo em 30 minutos jogados por partida no Campeonato grego. Em Março de 2008, Taylor assinou com o Telindus Oostende da Liga de Basquete da Bélgica. Em três jogos disputados na Liga Belga, ele teve médias de 3.0 pontos e 0,7 rebotes em 9.3 minutos por jogo.

### Egaleo (2008-2009)
Taylor participou da pré temporada de 2008-09 no Charlotte Bobcats, mas ele foi dispensado em 14 de outubro de 2008, antes da temporada regular começar. Ele assinou com o Egaleo da Grécia em novembro de 2008 e teve médias de 12,9 pontos por jogo, 4.2 rebotes por jogo e 2,1 assistências por jogo, nos 20 jogos disputados no Campeonato grego.

### Erie BayHawks e Idaho Stampede (2009-2010)
Taylor começou a temporada 2009-10 jogando na NBA Development League no Erie BayHawks e foi negociado para o Idaho Stampede em 31 de dezembro de 2009. No Erie Bayhawks, Taylor teve médias de 18,7 pontos, 6.2 rebotes, 2,8 assistências e 1,4 roubou de bola; no Idaho Stampede, ele teve médias de 21,9 pontos, 7,2 rebotes, 4.8 assistências e 1,7 roubos de bola.

### Fastweb Casale Monferrato (2010-2011)
Em 10 de agosto 2010, Taylor assinou um contrato com o Fastweb Casale Monferrato da Legadue Cesta. Taylor teve médias de 13,0 pontos, 4.0 rebotes e 2,1 assistências por jogo na temporada 2010-11. O Casale foi campeão do Legadue Cesta nessa temporada.

### Trenkwalder Reggio Emilia (2011-2013)
Em 1 de agosto de 2011, Taylor assinou com Pallacanestro Reggiana da 2ª Divisão Italiana Divisão. Em sua primeira temporada com o clube, Taylor jogou em 28 jogos e teve médias de 17,1 pontos, 4,5 rebotes e 1.8 assistências por jogo. A equipe foi campeã da Legadue de 2012. Em sua segunda temporada com o Reggio Emilia, Taylor teve médias de 18,6 pontos, 4,4 rebotes e 2,3 assistências por jogo no nível superior do Campeonato italiano.

### Umana Reyer Venezia (2013-2014)
No verão de 2013, Taylor assinou com o Umana Reyer Venezia da Primeira Divisão italiana. Na Liga italiana, ele teve médias de 14,4 pontos, 3.6 rebotes e 2.2 assistências por jogo.

### Volta para o Reggio Emilia (2014)
Em 20 de outubro de 2014, ele voltou para Reggio Emilia. Em 29 de dezembro de 2014, Taylor e o Reggio Emilia acabaram se separando de novo. Taylor teve médias de 11,9 pontos, 3.9 rebotes e 1,7 assistências em 10 jogos.